# Синтез систем автоматичного керування
Си́нтез систе́м автомати́чного керува́ння — визначення і реалізація бажаних динамічних характеристик систем автоматичного керування (САК) згідно з вибраним критерієм оптимальності. При визначенні бажаних характеристик САК (передавальною і імпульсною перехідною функцій або частотних характеристик) разом з обліком критерію оптимізації (швидкодія, інтегральний квадратичний критерій тощо) або заданих показників якості (стала помилка, перерегулювання, час перехідного процесу) і апріорних відомостей про завдавальну і збурювальну діях, повинні братися до уваги обмеження, що накладаються властивостями об'єкта або незмінної частини системи (обмежена потужність, допустимі перевантаження тощо), умовами фізичної здійсненності й грубості.

## Етапи
На першому етапі синтезу систем автоматичного керування визначаються оптимальні характеристики системи з урахуванням обмежень. Ці характеристики зазвичай не можуть бути точно реалізовані, тому їх слід розглядати як ту межу, до якої слід прагнути.
Другий етап синтезу полягає в раціональній апроксимації оптимальних характеристик бажаними, такими, що забезпечують простоту і надійність реалізації і в той же час достатню близькість до умов оптимальності. Іноді завдання синтезу звужується і при заданій системі, що складається з функціонально необхідних елементів, що реалізовують той або інший спосіб управління, зводиться до визначення корегувальних пристроїв. Приватним завданням синтезу є визначення параметрів системи при заданій її структурній схемі.
Завершальним етапом синтезу є аналіз отриманої САК для перевірки розрахунковим або експериментальним шляхом (наприклад, за допомогою електронної моделі), чи задовольняє система пред'явленим вимогам.

## Особливості синтезу окремих систем
Методи синтезу безперервних, дискретних і інших типів САК мають свої особливості
- Синтез безперервних систем автоматичного керування
- Синтез дискретних систем автоматичного керування
- Система керування з розподіленими параметрами
- Синтез оптимальних слідкуючих систем автоматичного управління за квадратичними критеріями якості